# Diastema comiferum
Diastema comiferum är en tvåhjärtbladig växtart som först beskrevs av Dc., och fick sitt nu gällande namn av George Bentham och Wilhelm Gerhard Walpers. Diastema comiferum ingår i släktet Diastema och familjen Gesneriaceae. Inga underarter finns listade i Catalogue of Life.